# 甲胺硝酸盐
甲胺硝酸盐又称甲基硝酸铵，是一种含能化合物，化学式为CH3NH3NO3。

## 制备
甲胺硝酸盐可由甲胺和硝酸反应，结晶得到。但反应需要注意控制条件，避免反应过程中甲胺自燃。甲胺中甲基具有供电子效应，使之碱性大于氨，因此反应也比硝酸和氨的反应更加剧烈。